# Turkmenistan na Letnich Igrzyskach Olimpijskich 2008
Turkmenistan na Letnich Igrzyskach Olimpijskich 2008 reprezentowało dziesięcioro zawodników – sześciu mężczyzn i cztery kobiety.
Był to czwarty start reprezentacji Turkmenistanu na letnich igrzyskach olimpijskich.

## Skład kadry

### Boks
| Zawodnik         | Konkurencja                | 1/32                 | 1/16                   | Ćwierćfinał            | Półfinał               | Finał                  |
| Zawodnik         | Konkurencja                | Przeciwnik Wynik     | Przeciwnik Wynik       | Przeciwnik Wynik       | Przeciwnik Wynik       | Przeciwnik Wynik       |
| ---------------- | -------------------------- | -------------------- | ---------------------- | ---------------------- | ---------------------- | ---------------------- |
| Aliasker Başirow | waga półśrednia (do 69 kg) | Jaoid Chiguer L 17-6 | → Nie awansowała dalej | → Nie awansowała dalej | → Nie awansowała dalej | → Nie awansowała dalej |

### Judo
| Zawodnik             | Konkurencja | Eliminacje                 | 1/32                           | 1/16                           | Ćwierćfinały                   | Półfinały                      | Pierwszy repasaż Runda               | repasażowa Ćwierćfinały | repasażowe Półfinały   | Finał                  |
| Zawodnik             | Konkurencja | Wynik                      | Wynik                          | Wynik                          | Wynik                          | Wynik                          | Wynik                                | Wynik                   | Wynik                  | Wynik                  |
| -------------------- | ----------- | -------------------------- | ------------------------------ | ------------------------------ | ------------------------------ | ------------------------------ | ------------------------------------ | ----------------------- | ---------------------- | ---------------------- |
| Guwanç Nurmuhammedow | -66 kg      | Pak Chol-min L 0000 / 1000 | Odpadł z tej rundy rywalizacji | Odpadł z tej rundy rywalizacji | Odpadł z tej rundy rywalizacji | Odpadł z tej rundy rywalizacji | Giovanni Nicola Casale L 0002 / 0012 | → Nie awansował dalej   | → Nie awansował dalej  | → Nie awansował dalej  |
| Nasiba Surkiýewa     | –70 kg      |                            | Ronda Rousey L 0000 / 1010     | → Nie awansowała dalej         | → Nie awansowała dalej         | → Nie awansowała dalej         | → Nie awansowała dalej               | → Nie awansowała dalej  | → Nie awansowała dalej | → Nie awansowała dalej |

### Lekkoatletyka
| Zawodnik           | Konkurencja   | Kwal. | Kwal. | Ćwierćfinał            | Ćwierćfinał            | Półfinał               | Półfinał               | Finał                  | Finał                  |
| Zawodnik           | Konkurencja   | Wynik | Poz.  | Wynik                  | Poz.                   | Wynik                  | Poz.                   | Wynik                  | Poz.                   |
| ------------------ | ------------- | ----- | ----- | ---------------------- | ---------------------- | ---------------------- | ---------------------- | ---------------------- | ---------------------- |
| Amanmurad Hommadow | rzut młotem   | NM    | NM    | → Nie awansował dalej  | → Nie awansował dalej  | → Nie awansował dalej  | → Nie awansował dalej  | → Nie awansował dalej  | → Nie awansował dalej  |
| Walentina Nazarowa | bieg na 100 m | 11.94 | 6     | → Nie awansowała dalej | → Nie awansowała dalej | → Nie awansowała dalej | → Nie awansowała dalej | → Nie awansowała dalej | → Nie awansowała dalej |

### Pływanie
| Zawodnik        | Konkurencje           | Kwal.   | Kwal. | Półfinał               | Półfinał               | Finał                  | Finał                  |
| Zawodnik        | Konkurencje           | Wynik   | Poz.  | Wynik                  | Poz.                   | Wynik                  | Poz.                   |
| --------------- | --------------------- | ------- | ----- | ---------------------- | ---------------------- | ---------------------- | ---------------------- |
| Andreý Molčanow | 50 m stylem dowolnym  | 25.02   | 4     | → Nie awansował dalej  | → Nie awansował dalej  | → Nie awansował dalej  | → Nie awansował dalej  |
| Olga Hačatrian  | 100 m stylem dowolnym | 1:14.77 |       | → Nie awansowała dalej | → Nie awansowała dalej | → Nie awansowała dalej | → Nie awansowała dalej |

### Podnoszenie ciężarów
| Zawodnik                | Konkurencja | Rwanie | Rwanie  | Podrzut | Podrzut | Łącznie      | Miejsce      |
| Zawodnik                | Konkurencja | Wynik  | Miejsce | Wynik   | Miejsce | Łącznie      | Miejsce      |
| ----------------------- | ----------- | ------ | ------- | ------- | ------- | ------------ | ------------ |
| Ümürbek Bazarbaýew      | -62 kg      | 133    | 6       | –       | –       | Nie ukończył | Nie ukończył |
| Tolkunbek Hudaýbergenow | -62 kg      | 126    | 14      | 162     | 7       | 288          | 7            |

### Strzelectwo
| Ýekaterina Arabowa | karabin pneumatyczny 10 m | 376 | 47 | → Nie awansowała dalej | → Nie awansowała dalej | → Nie awansowała dalej | → Nie awansowała dalej |